# Торреш, Домингуш Масимиану
Доми́нгуш Масимиа́ну То́рреш (порт. Domingos Maximiano Torres; 6 февраля 1748, Риу де Моуру — 5 октября 1810, Трафария) — португальский юрист, поэт классицизма эпохи Просвещения 2-й половины XVIII века. Завоевал известность под поэтическим псевдонимом Алфе́ну Си́нтиу (порт. Alfeno Cíntio; до реформы 1911 года порт. Alfeno Cynthio).

## Жизнь и творчество
Начальное образование получил в Лиссабоне. Окончил юридический факультет Коимбрского университета в 1770 году. Вернувшись в Лиссабон, завязал знакомства с ведущими поэтами того времени. Ближе всего сошёлся с Мануэлом ду Нашсименту, пока тот не выехал в эмиграцию в Париж в 1778 году, хотя в дальнейшем связь поддерживалась посредством переписки. После смерти отца занял его место в Доме Индии (Casa da Índia), отдавая свободное от работы время поэзии и изучению искусства. Согласно нравам эпохи, принял пасторальный псевдоним Алфену Синтиу, но, несмотря на распространённое мнение, не входил в литературное общество Лузитанская Аркадия. Был членом Академии изящной словесности Лиссабона (Academia de Belas Letras de Lisboa). Изредка публиковал поэтические произведения. В 1798 году был избран действительным членом Королевской академии наук Лиссабона, где до того в течение нескольких лет был корректором типографии. 
В 1791 году был издан первый поэтический сборник (300 страниц), содержащий 79 сонетов и стихотворения других жанров. Из них сонет «Магическая любовь» (Amor magico) был расценен настоящим шедевром. Кроме того проявил широкую эрудицию, оставив стихи на древнегреческом и латинском языках. 
Разделял либеральные идеи конца XVIII века и был сторонником французской революцией 1789 года. Взгляды такого рода не приветствовались в монархической Португалии. Тем не менее поэту удалось избежать преследований как со стороны инквизиции, так и со стороны полиции, то есть не был депортирован, как Филинту Элизиу, ни помещён в монастырь, как Бокаже. Когда в 1807 году армия Наполеона I
вторглась в Португалию, поэту было около 60 лет. Но если беды отечества отзывались в нём болью, в то же время видел в этом событие открытость Португалии революционным французским идеям, сдерживавшиеся до того на границах страны. Неосмотрительно открыто высказав свои настроения, впоследствии жестоко поплатился за это. В 1808 году французы были изгнаны, и начались преследования не тех, кто приветствовал штандарты с имперским орлом, но тех, кто открыто высказывал свои либеральные настроения. Торреш был схвачен в числе многих других и помещён в тюрьму. Вскоре был переправлен в Трафарию, но не смог перенести такого несчастья и умер в 1810 году.
Многие поэтические сочинения находились в виде рукописей у вдовы поэта, но дальнейшая их судьба неизвестна. В 1817 году Франсишку Мануэл ду Нашсименту выпустил в Париже издание сочинений своего старого друга.